# Gis-Dur
Gis-Dur ist eine Tonart des Tongeschlechts Dur, die auf dem Grundton Gis aufbaut. Die Tonart Gis-Dur wird in der Notenschrift mit acht Kreuzen geschrieben (fis, cis, gis, dis, ais, eis, his, fisis), das achte Kreuz wird als Doppelkreuz vor F notiert. Auch die entsprechende Tonleiter und der Grundakkord dieser Tonart (die Tonika gis-his-dis) werden mit dem Begriff Gis-Dur bezeichnet.
Aufgrund der acht Vorzeichen ist Gis-Dur ungebräuchlich und wird enharmonisch meistens in As-Dur umgedeutet, obwohl sie auf Streichinstrumenten anders gegriffen würde als Gis-Dur.

## Einordnung der Tonart
| Vorzeichen:    | 7 ♭ +fes | 6 ♭ +ces | 5 ♭ +ges | 4 ♭ +des | 3 ♭ +as | 2 ♭ +es | 1 ♭ b | 0 ♭/♯ | 1 ♯ fis | 2 ♯ +cis | 3 ♯ +gis | 4 ♯ +dis | 5 ♯ +ais | 6 ♯ +eis | 7 ♯ +his |
| -------------- | -------- | -------- | -------- | -------- | ------- | ------- | ----- | ----- | ------- | -------- | -------- | -------- | -------- | -------- | -------- |
| Dur-Tonarten:  | Ces      | Ges      | Des      | As       | Es      | B       | F     | C     | G       | D        | A        | E        | H        | Fis      | Cis      |
| Moll-Tonarten: | as       | es       | b        | f        | c       | g       | d     | a     | e       | h        | fis      | cis      | gis      | dis      | ais      |